# 长角蛾
長角蛾（Adela reaumurella）是日間活動的鱗翅目，屬於長角蛾科。翅膀闊約14-18毫米。
雄性或雌性長角蛾的上翅膀都是金屬綠色，而下翅膀則是青銅色的。雄性長角蛾有非常長及白色的觸角，頭上有粗糙及黑色的毛。雌性長角蛾的觸角相對較短，而頭上的毛則較幼。